# Francisco de Rivera y Pareja
Francisco de Rivera y Pareja, O. de M. (1561 – 8 de outubro de 1637) foi um prelado católico romano que serviu como Bispo de Michoacán de 1629 a 1637 e Bispo de Guadalajara de 1618 a 1629.

## Biografia
Francisco de Rivera y Pareja nasceu em Alcalá de Henares, Espanha e foi ordenado sacerdote na Ordem de Nossa Senhora das Mercês em 1582. Em 29 de janeiro de 1618, foi nomeado pelo Rei da Espanha e confirmado pelo Papa Paulo V como Bispo de Guadalajara. Recebeu a ordenação episcopal em 28 de outubro de 1618, na Cidade do México, através de Dom Juan Pérez de la Serna, Arcebispo do México.  Em 17 de setembro de 1629, foi nomeado pelo Rei da Espanha e confirmado pelo Papa Urbano VIII como Bispo de Michoacán, onde serviu até sua morte.